# Gardelshausen

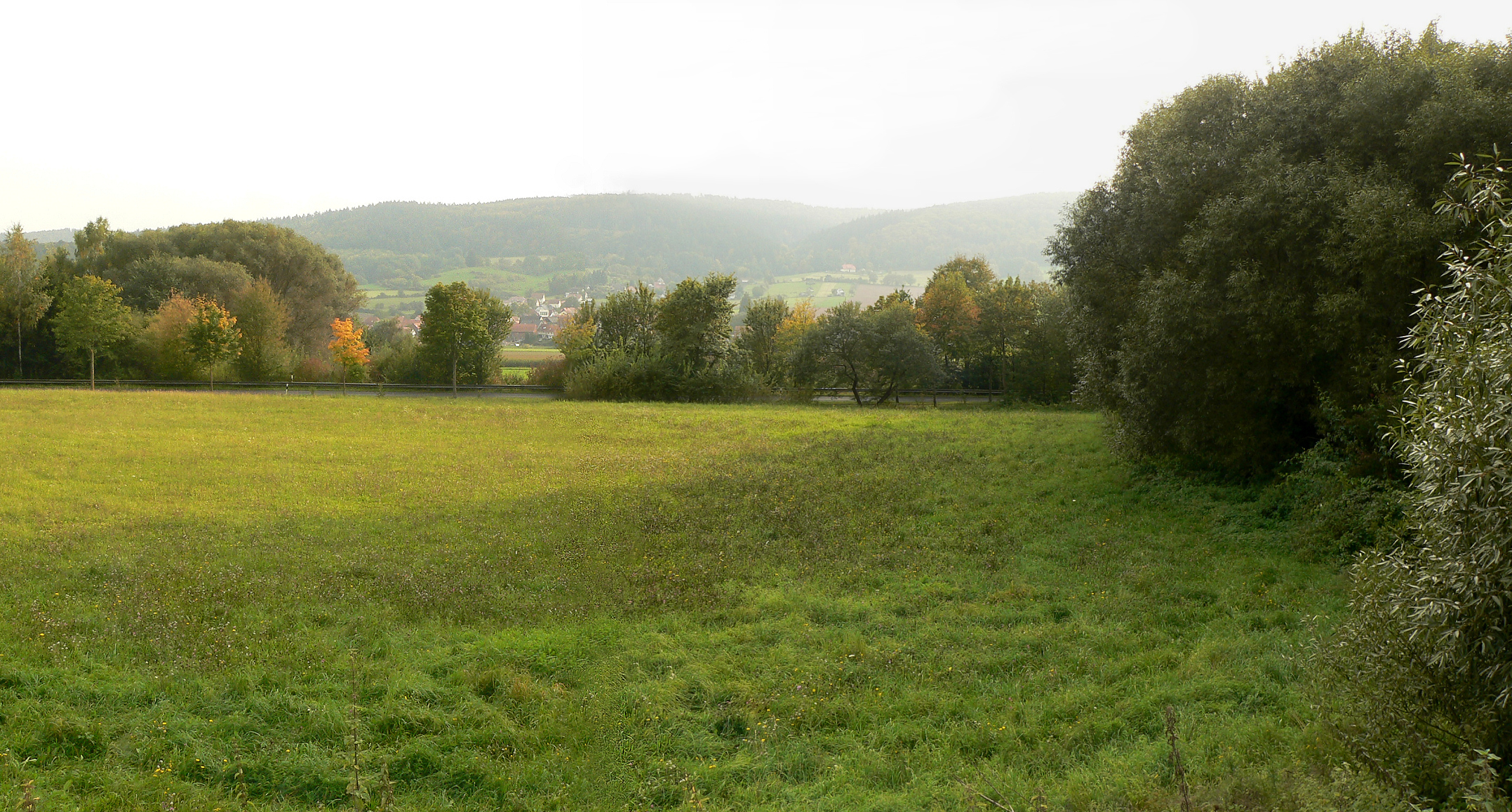
Ungefähre Lage der Wüstung Gardelshausen, auch rechts im Wald am Lauf des Rischenbachs, im Hintergrund die Mündener Straße nach Hedemünden

Gardelshausen ist eine wüst gefallene mittelalterliche Siedlung bei Hedemünden im südlichen Niedersachsen, die etwa zwischen dem 9. und 12. Jahrhundert bestanden hat. Sie ist auf einem vorherigen Siedlungsplatz aus der Latènezeit angelegt worden, der etwa um das 3. bis 5. Jahrhundert v. Chr. bestand.

## Lage und Beschreibung
Die Wüstungsstelle befindet sich nördlich der Werra rund einen Kilometer westlich von Hedemünden. Sie lag auf einer hochwasserfreien Terrasse am nördlichen Rand des Werratals. Nordwestlich erhebt sich der Burgberg mit den Resten des Römerlagers Hedemünden. Die Wasserversorgung sicherte der Rischenbach, der ganzjährig Wasser führt und durch das Dorf floss. Im Umfeld der Siedlung herrschte fruchtbarer Ackerboden aus Lößlehm vor. Der Boden ist von so hoher Qualität, wie sie sich nur an wenigen Stellen im früheren Landkreis Münden nachweisen lässt.

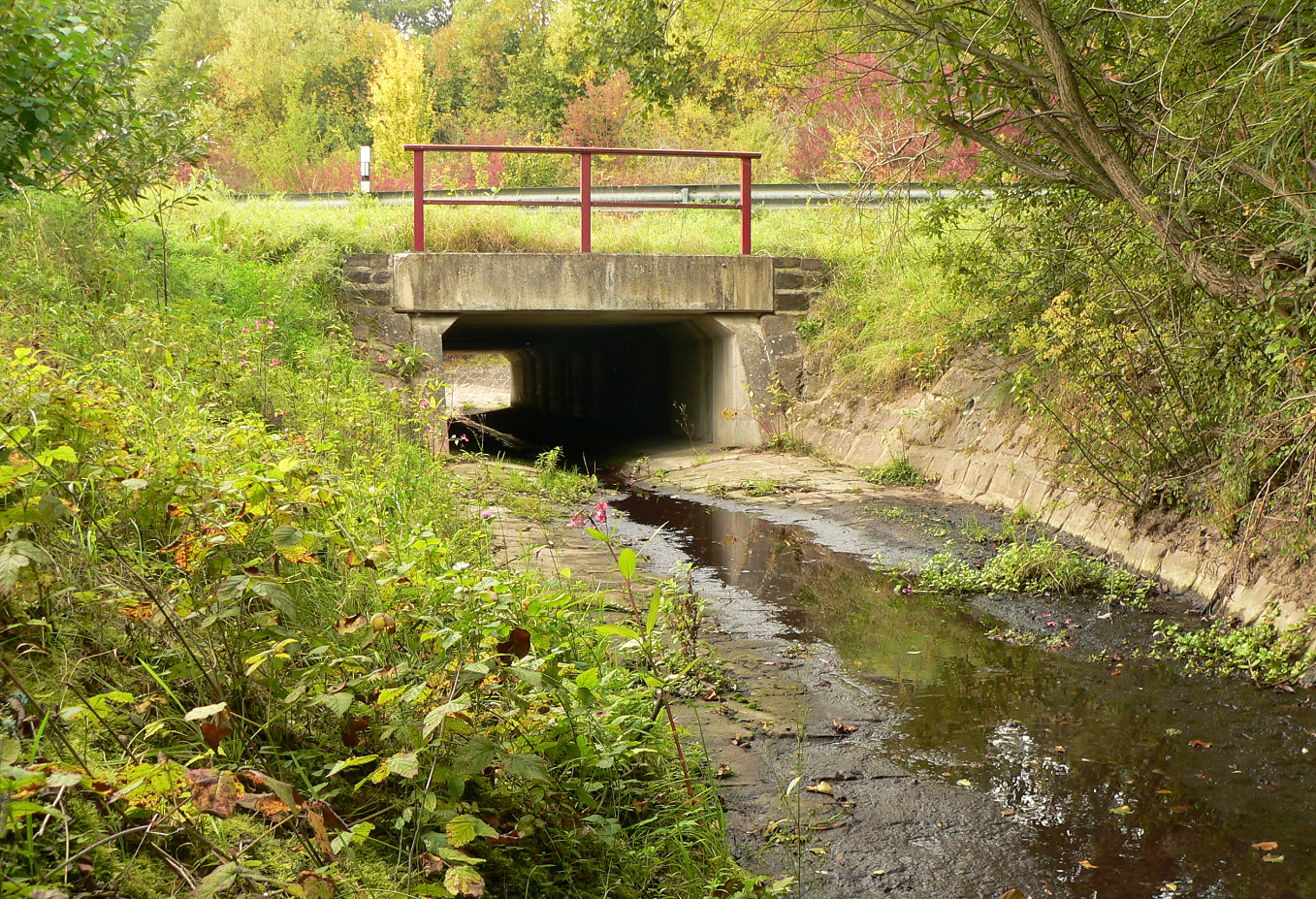
Der Rischenbach an der Unterführung unter der B 80 im Bereich der Wüstung Gardelshausen

Die ovalförmige Siedlung dehnte sich in Nord-Süd-Richtung auf 300 Meter und in Ost-West-Richtung auf etwa 150 Meter aus. Die Gebäude waren ohne erkennbare Ordnung angelegt worden. Diese Art ist häufig im Frühmittelalter anzutreffen, da noch keine festen Siedlungskonzepte bestanden. Als wirtschaftliche Grundlagen der Siedlung sind neben der Landwirtschaft Textil- sowie Metallverarbeitung anzunehmen. Dies beruht auf den bei den Ausgrabungen gefundenen Webgewichten und Eisenschlacken. Hinweise auf Töpferei liefern gefundene Fehlbrände von Keramik.
Innerhalb der Siedlung lagen zwei vorgeschichtliche Grabhügel von etwa 40 Meter Durchmesser. Ein Hügel wurde beim Bau der Eisenbahn 1873 entfernt.

## Geschichte und Erforschung
Eine erste urkundliche Erwähnung findet Gardelshausen 1442 in einer Schenkungsurkunde an die Kirche in Münden. Aus einer schriftlichen Überlieferung aus dem Jahr 1893 ist bekannt, dass bis etwa zu dieser Zeit innerhalb der Wüstung auf einem vorgeschichtlichen Grabhügel eine Kapelle gestanden hat. Der Ortsname Gardelshausen hat keinen Niederschlag in den Flurbezeichnungen gefunden. Lediglich ein Bereich nahe der Wüstung wird als Haaghöfe bezeichnet.
Im Winter 1977/1978 wies der damalige Archäologiestudent Friedrich-Wilhelm Wulf die Wüstung durch Oberflächenfunde auf Ackerflächen nach. Zu den Fundstücken zählten früh- bis hochmittelalterliche Keramik, gebrannter Lehm, gebrannte Steine, Knochen und Holzkohle. Die Fundstreuung ließ auf ein vier Hektar großes Siedlungsareal schließen.
Aufgrund des geplanten Ausbaus der B 80 ab 1978 war die Wüstungsstelle von Zerstörung bedroht. Vor und während der Bauarbeiten kam es in den Jahren 1978 und 1979 zu einer Rettungsgrabung, die in vier zum Teil mehrwöchigen Grabungskampagnen erfolgte. Die Ausgrabungen führten Studenten des Seminars für Ur- und Frühgeschichte der Universität Göttingen unter Leitung des Entdeckers der Wüstung Friedrich-Wilhelm Wulf durch. Zu den Fundstücken zählten Gegenstände des täglichen Gebrauchs, wie Messer, Nägel, Gürtelschnallen, Scheren und Kämme aus Knochen. Ein herausragender Fund war eine mittelalterliche Scheibenfibel aus Bronze, die vergoldet war. Die gefundenen Fragmente von Kugeltöpfen datierte der Mittelalterarchäologe Hans-Georg Stephan in das 9. bis 12. Jahrhundert.
An Befunden wurden die Reste von sieben Grubenhäusern von 10–15 m² Grundfläche und ein 18 Meter langer sowie 2,5 Meter breiter Abschnitt eines mit Steinen gepflasterten Weges festgestellt.
Die Archäologen vermuten eine Aufgabe der Siedlung durch den Wegzug der Bewohner nach Hedemünden. Hinweise auf eine gewaltsame oder kriegerische Zerstörung gibt es nicht.